# Marc Claesen
Marc Claesen (* 6. August 1968 in Tongern, Provinz Limburg; † 24. April 2015 ebenda) war ein belgischer Opernsänger mit den Stimmlagen Bass/Bassbariton.
Marc Claesen studierte Gesang am Königlichen Konservatorium in Brüssel bei Jules Bastin und am Konservatorium Maastricht bei Mya Besselink. Weiterführende Gesangsstudien absolvierte er u. a. bei Tom Krause und Walter Berry, die er später dann noch bei Jean-Pierre Blivet fortsetzte. Claesen war Teilnehmer und Gewinner verschiedener Gesangswettbewerbe beim Internationalen Hans-Gabor-Belvedere-Gesangswettbewerb in Wien (1994), beim Francesco Viñas-Wettbewerb in Barcelona (1999) und beim Concorso Julian Gayarre (1998) in Pamplona. Er erhielt den Nachwuchsgesangspreis der Vlaamse Opera.
Von 1993 bis 1996 war er als Gast am Staatstheater Darmstadt und am Stadttheater Heidelberg engagiert. 1996 sang er bei der Nationale Reisopera in den Niederlanden die Rollen Banco/Medico in Macbeth; seine Partner waren Henk Poort als Macbeth und Frank van Aken als Macduff. In der Saison 1996/97 sang er bei der Nederlande Opera die Rolle des Conte di Ceprano in Rigoletto. Im Januar 1998 gab Claesen sein Debüt am Teatro Real in Madrid mit der Titelrolle in Don Giovanni. Im November 1999 sang er in Bilbao verschiedene kleine Rollen in einer Aufführung von Les Huguenots im Palacio Euskalduna. In der Saison 2001/02 sang er bei der Nationale Reisopera im Stadttheater Amsterdam die Rolle des Musiklehrers in Ariadne auf Naxos. In der Titelrolle des Don Giovanni trat er 2002 in einer Inszenierung von Gérard Corbiau im Jardin du Luxembourg in Paris auf; seine Partnerin war Annemarie Kremer als Donna Anna.
Mehrfach war Claesen seit der Spielzeit 1993/94 als Solist an der Vlaamse Opera engagiert. Er debütierte dort als Freund des Neulings in Billy Budd. Im März/April 2002 sang er dort Hans Foltz in Die Meistersinger von Nürnberg, im September/Oktober 2002 Il Talpa/„Maulwurf“ in Il Tabarro und Betto di Signa in Gianni Schicchi, im Mai/Juni 2003 Pantalon in Die Liebe zu den drei Orangen, im Juni/Juli 2003 Barone Douphol in La traviata und von Oktober 2003 bis Dezember 2003 in Antwerpen die Rollen Luther und Crespel in Les Contes d’Hoffman. In der Spielzeit 2003/04 sang er an der Vlaamse Opera Graf Dominik in Arabella.
Seit der Spielzeit 2004/05 trat er regelmäßig am Opernhaus Brüssel (De Munt Opera) auf. Er sang dort im April/Mai 2005 die Rollen Erster Priester/Zweiter Geharnischter in Die Zauberflöte, im Juni 2005 die Rolle des Einäugigen in Die Frau ohne Schatten und im April 2006 den Vogt Nikititsch in Boris Godunow. Die Partien Erster Priester/Zweiter Geharnischter sang Claesen anschließend auch in den Spielzeiten 2005/06 und 2006/07.
Im Februar 2006 gastierte er am Staatstheater Darmstadt als Musiklehrer in Ariadne auf Naxos. Im Juni 2006 sang er in der Carnegie Hall in New York City den Créonte in einer konzertanten Aufführung der Oper Medée von Luigi Cherubini.
Claesen gastierte außerdem am Opernhaus von Lille (Februar/März 2005), an der Oper Köln und an der Ungarischen Staatsoper in Budapest (2001/2002). 
Marc Claesen starb im April 2015 im Alter von 46 Jahren in seiner Geburtsstadt Tongern. Die Trauerfeier fand am 2. Mai 2015 in der Liebfrauenbasilika (Onze-Lieve-Vrouwbasiliek) in Tongern stattfinden. Die Beisetzung erfolgte im Stadtteil Waterschei in Genk.